# Пособие ЦРУ по проведению допросов
Пособие ЦРУ по проведению допросов — методические руководства, изданные ЦРУ для спецслужб Латинской Америки в 1960—1980 годах. Стали известны в 1997 году в связи с рассекречиванием документов согласно Акту о свободе информации. В средствах массовой информации США часто называются «пособием по пыткам» (Torture Manuals).
В 1963 году ЦРУ издало пособие KUBARK Counterintelligence Interrogation для применения во время войны во Вьетнаме. В 1983 году было издано дополненное пособие Human Resource Exploitation Training Manual.

## Публикация
Информация о пособиях появилась, когда журналисты газеты The Baltimore Sun провели расследование ряда убийств в Гондурасе. Ссылаясь на закон Freedom of Information Act, газета потребовала показать текст пособия. Первоначально представители ЦРУ пытались раскрыть только сокращённую версию, однако позднее были вынуждены опубликовать более полную версию.
После публикаций гондурасский судья Рой Медина, ведущий расследование по нарушению прав человека, отметил: «Эта публикация подтверждает то, что мы в Гондурасе знаем уже давно: США обучали армию Гондураса пыткам. Они пытались остановить коммунизм, но их методы были неприемлемы для цивилизованного общества».
По мнению The Baltimore Sun, методы допроса в пособии совпадают с методами, применявшимися членами гондурасского «батальона 316», подготовленного США. Так, в пособии рекомендуется создать у задержанного впечатление того, что его близкие находятся в опасности. Прошедший обучение ЦРУ Хосе Баррера, бывший член «батальона 316», вспоминал, что задержанным напоминали об их родственниках, угрожая их изнасилованием, пытками и убийством.

## Структура и содержание
Опубликованный документ состоит из 67 страниц и включает 13 разделов (A-M), описывающих различные аспекты подготовки и проведения допроса: проведение ареста, сбор информации о субъекте (biographical and psychological data), устройство помещения для допросов в целом и камеры допроса в частности, содержание и обращение с субъектом (handling), подготовка (training) персонала, планирование допроса, проведение допроса, подведение итогов и составление рапорта.
Разделы «Ненасильственные методы» (Non-Coersive Techniques) и «Насильственные методы» (Coersive Techniques) содержат не только вставки, напечатанные на других печатных машинках, но и имеет множество пометок и исправлений, сделанных от руки. В первую очередь почти все эти изменения связаны с освещением насильственных методов ведения допроса. К примеру, явно вставлен в документ раздел «Запрет использования силы» (Prohibition against use of force). Основной смысл, вложенный в эти вставки и исправления, таков: насильственные методы (пытки) запрещены законом и ЦРУ мириться с ними не собирается (it is neither authorized nor condoned). Кроме того, угроза применения насилия гораздо действенней самой пытки. Пытка ломает субъекта, и он скорее скажет то, что от него хотят услышать, чем то, что он знает. По утверждению Уильяма Коэна, целью изменений было показать, что раздел Coersive Techniques дан только для ознакомления — чтобы сотрудники знали, как нельзя делать.

## Запрет применения
Согласно указу президента США Барака Обамы, в августе 2009 года прерогатива проведения допросов тех, кто подозревается в терроризме, была изъята из компетенции ЦРУ и передана в специально созданное подразделение ФБР под непосредственным контролем Администрации президента США. Эта мера была принята в связи с критикой методов проведения допросов сотрудниками ЦРУ.

### Официальные источники
- Human Resource Exploitation Training Manual-1983
- KUBARK Counterintelligence Interrogation-July 1963
- Prisoner Abuse: Patterns from the Past, U.S. National Security Archive[англ.], May 12, 2004.
- Fact Sheet Concerning Training Manuals Containing Materials Inconsistent With U.S. Policy From the Office of the Assistant Secretary of Defense/Public Affairs Office. From the National Security Archive[англ.].
- CIA Interrogation Training Manual, Human Resource Exploitation Training Manual 1983.
- Prisoner Abuse: Patterns from the Past, U.S. National Security Archive[англ.], May 12, 2004.
- State Department page referring to KUBARK stations
- Kubark Counterintelligence Interrogation
- CIA manuals used in Latin America, Latin America Working Group, February 18, 1997.

### Прочие
- Jones, Arthur; Dorothy Vidulich. Pentagon admits use of torture manuals: training books used for Latin Americans at Ft. Benning school (англ.) // National Catholic Reporter[англ.] : newspaper. — 1996. — October 4.

### Серия статей Baltimore Sun
- Torturers' confessions, Baltimore Sun, June 13, 1995, Gary Cohn and Ginger Thompson, accessed April 14, 2007.
- Glimpses of the 'disappeared', Baltimore Sun, June 11, 1995, Gary Cohn and Ginger Thompson, accessed April 14, 2007.
- When a wave of torture and murder staggered a small U.S. ally, truth was a casualty, Baltimore Sun, June 11, 1995, Gary Cohn and Ginger Thompson, accessed April 14, 2007.
- A survivor tells her story, Baltimore Sun, June 15, 1995, Gary Cohn and Ginger Thompson, accessed April 14, 2007.
- A carefully crafted deception, Baltimore Sun, June 18, 1995, Gary Cohn and Ginger Thompson, accessed April 14, 2007.
- Former envoy to Honduras says he did what he could, Baltimore Sun, December 15, 1995, Gary Cohn and Ginger Thompson, accessed April 14, 2007.